# Temple de Kalighat

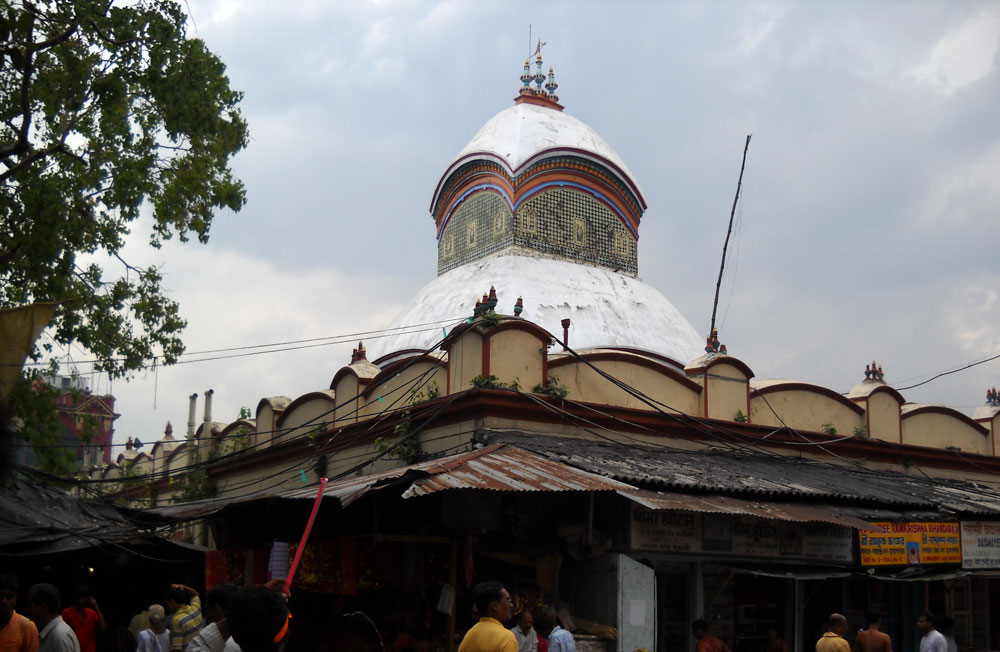
Le temple de Kalighat, à Calcutta

Le Temple de Kalighat (bengali : কালীঘাট মন্দির), sis à Kalighat, un faubourg sud de Calcutta, - et à proximité d’un des nombreux bras du Hooghly (appelé Adi Ganga, le ‘vieux Gange’) - est un temple hindou dédié à la déesse Kali (Ma Kali, la Mère Kali). Construit en 1802 en style bengali médiéval typique il est un des temples hindous les plus fréquentés de la ville de Calcutta.

## Étymologie
Les 'ghats' sont les descentes en gradins vers les fleuves - ou vers toute autre pièce d’eau - que l’on trouve dans les villes et villages de l’Inde du Nord. Selon une hypothèse souvent mise en avant, le nom de la ville de Calcutta (aujourd’hui Kolkata) serait un dérivé de ‘Kalighat’. 

## Légende et Histoire
La légende veut qu’un orteil de la déesse Kâlî ait été trouvé par un dévot qui cherchait à comprendre pourquoi des rayons de lumière émergeaient du fleuve Bhagirathi (ancien cours du Gange, aujourd’hui le Hooghly). Une pierre ayant forme d’un orteil humain fut découverte. Le culte à la déesse Kali commença ainsi, à un endroit qui n’était encore qu’une vaste jungle.

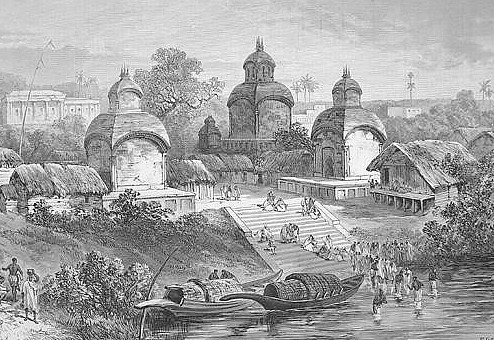
Le temple de Kali, en 1887

Le temple originel était une hutte. Un petit édifice fut érigé au début du XVIe siècle. Le bâtiment contemporain n’a que deux siècles d’existence, construit de 1802 à 1809, mais référence est faite à un temple dans des documents des XVe et XVIIe siècle. Une pièce de monnaie datant du règne de Chandragupta II, qui annexa le Bengale (appelé Banga), fut découverte à Kalighat. Elle témoigne de la grande ancienneté du site.

## Culte
Le temple est visité par des dizaines de milliers de pèlerins tout au long de l’année mais particulièrement lors des festivals bengalis du Paila Baishak (Nouvel An ; en avril) et des Durga Puja (en octobre). La déesse Kali, malgré son apparence, est perçue et considérée comme une mère (Ma Kali) auprès de laquelle les dévots et pèlerins demandent aide pour la résolution de problèmes domestiques. Des sacrifices lui sont offerts. Jusqu’il n’y a pas longtemps, des sacrifices de chèvres étaient encore pratiqués à Kalighat.  
La responsabilité du culte au temple de Kalighat repose depuis l’origine entre les mains de la famille des Haldar, qui revendique également la propriété du terrain sur lequel il fut bâti, ce qui est contesté par d’autres.

## Particularité
Comme beaucoup de temples, Kalighat avait un dharamsala qui hébergeait les pèlerins venus de loin. Ayant perdu sa raison d’être, de par l’urbanisation des environs, il fut confié à Mère Teresa par le brahmane de service au temple. En 1952, Mère Teresa y ouvrit un home pour moribonds, le Nirmal Hriday. 